# 永和街道 (广州市)
永和街道，是中华人民共和国广东省广州市黄埔区下辖的一个乡镇级行政单位。

## 概况
永和街道是广州经济技术开发区永和经济区的所在地。2006年4月19日，广州市萝岗区人民政府永和街道办事处正式挂牌。2009年4月24日，广州历史上第一个街镇级篮球协会——广州市萝岗区永和街道篮球协会正式成立。

## 行政区划
永和街道下辖以下地区：
贤江社区、新庄社区、永岗社区和禾丰社区。

## 交通

### 有轨电车
- █黄埔有轨1号线：贤江公园站、贤江站、新丰路站